# Heinrich Friedrich Link
Johann Heinrich Friedrich Link (1767, Hildesheim - 1851, Berlín) fue un médico, botánico, pteridólogo, micólogo, y naturalista alemán.

## Biografía
Link estuvo influenciado desde una edad muy temprana por su padre, August Heinrich Link (1738-1783), que poseía una colección de Historia natural. Estudia Medicina y las ciencias naturales en el Hannoverschen Landesuniversität de Gotinga y obtiene su título de doctor en 1789. Su tesis se titula Flora der Felsgesteine rund um Gotinga. Sigue, en particular, los cursos del famoso naturalista Johann Friedrich Blumenbach (1752-1840). Johann Link se convierte en preceptor (Privatdozent) en Gotinga.'
En 1792, se convirtió en el primer profesor del nuevo departamento de Química, Zoología y Botánica de la Universidad de Rostock. Durante este período, se volvió uno de los fanáticos de la teoría antiflogistica de Antoine Lavoisier (1743-1794) y hace referencia, en sus cursos, al oxígeno y al lugar de la flogística. Es tan partidario de las pruebas de Jeremias Benjamin Richter (1762-1807) para utilizar matemática en química; Johann Link introduce la estequiometría en sus lecciones. En 1806 construyó el primer laboratorio de Rostock en el "Seminargebäude".
Fue un autor prolijo que escribe sobre múltiples temas: Física, Geología, Mineralogía, Botánica, Zoología, Filosofía, Ética, Prehistoria e Historia antigua. Se le elige dos veces como rector de su Universidad.
En 1793 se casa con Charlotte Juliane Josephi (1768?–1829), hermana de su colega universitario, el profesor Wilhelm Josephi (1763–1845).
De 1797 a 1799, visita Portugal con el conde Johann Centurius Hoffmannsegg (1766-1849), un botánico, entomólogo y ornitólogo de Dresde. Este viaje va definitivamente a orientar su carrera científica y se consagra entonces a la botánica.
En 1800, se volvió miembro de la prestigiosa Deutsche Akademie der Naturforscher Leopoldina, la más antigua escuela de historia natural de Europa.
En 1808 recibió el premio de la Academia de San Petersburgo para su monografía Von der Natur und den Eigenschaften del Lichts (naturaleza y característica de la luz).
Su reputación científica crece y se vuelve internacionalmente conocido. En 1811, se convierte en profesor de Química y botánica en la Universidad de Breslau, dónde se le elige, de nuevo, dos veces como rector.
Después de la muerte de Carl Ludwig von Willdenow (1765-1812), pasa a ser en 1815, profesor de Historia natural, conservador del herbario y director del Jardín Botánico de Berlín (Hortus regius Berolinensis), función que conserva hasta su muerte. Este período se vuelve el más rico de su carrera científica. Enriqueció las colecciones del jardín que cuenta con 14.000 especímenes, la mayoría siendo especies raras. Trabaja en estrecha colaboración con Christoph Friedrich Otto (1783-1856), conservador del jardín botánico. En 1827, describe los géneros de cactus Echinocactus y Melocactus.
La mayoría de las especies de champiñones que describe, conservan aún su nombre de origen, indicando la gran calidad de su trabajo (por ejemplo: Cordyceps, Creopus, Fusarium, Leocarpus, Myxomycetes, Phragmidium).
Fue miembro de numerosas sociedades científicas incluida la Academia de las ciencias de Berlín.
Formó a numerosos naturalistas como Christian Gottfried Ehrenberg (1795-1876). durante toda su vida, viaja a través de toda Europa. Políglota, habla numerosas lenguas incluidos el idioma árabe y el sánscrito.
A su muerte, en Berlín, le sucedió en su puesto Alexander Karl Heinrich Braun (1805–1877).
Está considerado como uno de los científicos más grandes del siglo XIX.
Entre sus obras, se puede citar Handbuch zur Erkennung der nutzbarsten und am häufigsten vorkommenden Gewächse (tres volúmenes, 1829-1833).

## Obra
- Florae goettingensis specimen, sistens vegetabilia saxo calcáreo propria (H. M. Grape, Gotinga, 1789)

- Annalen der Naturgeschichte (Gotinga, 1791)

- Dissertationes botanicae ; quibus accedunt Primitiae horti botanici ; et Florae rostochiensis (G. Baerensprung, Suerin, 1795)

- Philosophiae botanicae novae seu Institutionum phytographicarum prodromus (Jo. Christ. Dieterich, Gotinga, 1798)

- Voyage en Portugal, depuis 1797 jusqu'en 1799 (Levrault, Schoell et Cie, Paris, an XII-1803)

- Grundlehren der Anatomie und Physiologie der Pflanzen (Gotinga. 1807); (Principios fundamentales de la Anatomía y de la Fisiología de las plantas) (demuestra, por primera vez, que las células vegetales existen individualmente y no son solo una parte de una masa vegetal homogénea)

- Nachträge zu den Grundlehren etc. (Gotinga. 1809)

- Kritische Bemerkungen und Zusätze zu Karl Sprengels verk über den Bau und die Nature der Gewäsche (C. A. Rümmel, Berlin, deux volumes, 1812)

- Die Urwelt und das Altertum, erläutert durch die Naturkunde (Berlín 1820-1822, 2.ª ed. 1834) ; (El Tiempo prehistórico y antiguo, explicados por la historia natural)

- Enumeratio plantarum horti regii botanici Berolinensis altera (G. Reimer, Berlín, dos volúmenes, 1821-1822)

- cer Übergang zur neuern Zeit (Berlín 1842) ; (La Antigüedad y la transición al tiempo moderno)

- Elementa philosophiae botanicae (Berlín 1824; segunda edición, en latín y en alemán, 1837)

- Üeber die Gattungen Melocactus und Echinocactus (Berlín, 1827)

- Hortius regius botanicus Berolinensis (G. Reimer, Berlín, deux volumes, 1827-1833)

- Anatomisch-botanische Abbildungen zur Erläuterung der Grundlehren der Kräuterkunde (Berlín, 1837-1842); (Ilustraciones de la anatomía de los vegetales para la iniciación de los herboristas)

- Ausgewählte anatomisch-botanische Abbildungen (Berlín, 1839-1842) (Selección de ilustraciones anatómicas vegetales)

- Filicum species in horto regio Berolinensi cultae (Berlín, 1841) (Las especies de helechos del Jardín botánico de Berlín)

- Anatomie der Pflanzen in Abbildungen (Berlín, 1843-1847) (La anatomía de las plantas ilustradas)

- También publica junto con Friedrich Otto :
  - Icones plantarum selectarum horti regii botanici Berolinensis (Berlín, 1820-1828) (Ilustraciones de una selección de plantas del Jardín botánico de Berlín)

- Igualmente con Christoph Friedrich Otto y ayudado por Johann Friedrich Klotzsch (1805-1860) (conservador del Jardín botánico de 1841 a 1844)
  - Icones plantarum rariorum horti regii botanici Berolinensis (Berlín 1828-31) (Ilustraciones de plantas raras del Jardín botánico de Berlín)

- También es el autor, junto con el conde von Hoffmansegg :
  - Flore portugaise (Berlín, 1809-1840) (Flora portuguesa), que ha sido durante mucho tiempo una obra de referencia

## Honores

### Eponimia
Especies
- (Cactaceae) Echinocactus linkii Lehm. ex Pfeiff.[1]

- (Cyperaceae) Cyperus linkianus Schult.[2]

- (Gesneriaceae) Gesneria linkiana Kunth & C.D.Bouché[3]

- (Poaceae) Rytidosperma linkii Connor & Edgar[4]

- (Scrophulariaceae) Antirrhinum linkianum Boiss. & Reut.[5]
- La abreviatura «Link» se emplea para indicar a Heinrich Friedrich Link como autoridad en la descripción y clasificación científica de los vegetales.[6]

## Abreviatura (zoología)
La abreviatura Link  se emplea para indicar a Heinrich Friedrich Link como autoridad en la descripción y taxonomía en zoología.